# Krikor Bedros XV Aghagianian
Krikor Bedros XV Aghagianian (tiếng Armenia Tây: Գրիգոր Պետրոս ԺԵ. Աղաճանեան, tiếng Ý: Gregorio Pietro Agagianian; 1895–1971) là một Hồng y người Armenia của Giáo hội Công giáo. Ông nguyên là người đứng đầu Giáo hội Công giáo Armenia, Thượng phụ Tòa Cilicia, đặt tại đất nước Liban. Ngoài ra, ông còn đảm nhận nhiều vị trí quan trọng ở Giáo triều Rôma, như Tổng trưởng Thánh bộ Loan báo Phúc âm cho các Dân tộc, Chủ tịch Uỷ ban Giáo hoàng về Sửa đổi các Giáo luật liên quan đến các Giáo hội Đông Phương. Ông được đánh giá là một ứng viên tiềm năng trong hai lần mật nghị hồng y bầu giáo hoàng.

## Tiểu sử
Hồng y Agaianian sinh ngày 18 tháng 9 năm 1895 tại Akhaltzikhe, thuộc nước Nga. Sau quá trình tu học dài hạn tại các cơ sở chủng viện theo quy định của Giáo luật, ngày 23 tháng 12 năm 1917, Phó tế Agagianian được truyền chức linh mục.
Ngày 11 tháng 7 năm 1935, ở tuổi 40, Tòa Thánh công bố quyết định chọn linh mục Agagianian làm Giám mục Hiệu tòa Comana Armeniae. Lễ tấn phong cho vị tân chức được cử hành sau đó vào ngày 21 tháng 7 cùng năm, với sự tham dự của ba giáo sĩ có vai trò chính yếu trong nghi thức. Vị chủ phong là Giám mục Serge Der Abrahamian, Giám mục Phụ tá Giáo phận Rôma. Hai giám mục phụ phong gồm có Tổng giám mục Bartolomeo Cattaneo, Nguyên Khâm sứ Tòa Thánh tại Australia và Tổng giám mục Pietro Pisani, nguyên Khâm sứ Tòa Thánh tại Ấn Độ. Tân giám mục chọn cho mình câu châm ngôn:Justitia et pax.
Hai năm sau khi được tấn phong, ngày 30 tháng 11 năm 1937, Giám mục Agagianian được bầu chọn làm Thượng phụ Tòa Thượng phụ Cilicia, tọa lạc trên đất nước Li Băng. Tòa Thánh nhanh chóng chuẩn y, đồng ý với cuộc bầu chọn này. Với Công nghị Hồng y năm 1946 cử hành ngày 22 tháng 2, Giáo hoàng Piô XII vinh thăng Thượng phụ Agagianian tước Hồng y Đẳng Linh mục Nhà thờ San Bartolomeo all'Isola.
Chín năm sau đó, ngày 2 tháng 7 năm 1955, ông được mời gọi làm Chủ tịch Hội đồng Chỉnh sửa các Văn bản Giáo luật về Giáo hội Đông Phương. Ba năm sau, ngày 18 tháng 6 năm 1958, Tòa Thánh chọn ông làm Quyền Tổng trưởng Thánh bộ Loan báo Phúc âm cho các Dân tộc, sau đó chính thức làm Tổng trưởng từ ngày 18 tháng 7 năm 1960. Vì các chức vụ tại Tòa Thánh quá nặng nề, ngày 25 tháng 8 năm 1962, ông từ nhiệm chức vụ Thượng phụ Cilicia. Tám năm sau đó, ngày 19 tháng 10 năm 1970, ông từ nhiệm vì lí do tuổi tác. Ba ngày sau, ông được thăng Hồng y Đẳng Giám mục Albano.
Ông qua đời không lâu sau khi từ nhiệm vào ngày 16 tháng 5 năm 1971, thọ 73 tuổi.
Tháng 10 năm 2022, ông được tuyên phong Tôi tớ Chúa, chính thức được mở án phong thánh. Năm 2024, thi hài của ông được khai quật lần đầu tiên trong hơn nửa thế kỉ. Thi hài của ông được xác định trong tình trạng nguyên vẹn, không mục nát cũng như không có dấu hiệu bị phân hủy.